# Trésor Toropité
Trésor Toropité, né le 31 juillet 1994 à Bangui, est un footballeur international centrafricain, qui joue au poste de milieu offensif au DFC 8ème Arrondissement.

## Biographie
Trésor Toropité honore sa première sélection en équipe de République centrafricaine le 9 octobre 2014 en match amical face au Maroc (défaite 4-0), en remplaçant Evans Kondogbia à la 76e minute de jeu. Il dispute son premier match officiel le 13 juin 2015 contre l'Angola dans le cadre des qualifications à la CAN 2017. Lors de cette défaite 4-0, il entre en jeu à la 83e minute de jeu à la place de Amorese Dertin.
Toropité dispute son troisième match trois ans plus tard, le 27 mai 2018, en amical face au Niger, et inscrit l'ultime but du match nul 3-3 à la 88e minute de jeu. Il inscrit son premier but en compétition officielle le 1er septembre 2021 face au Cap-Vert en qualifications à la Coupe du monde 2022 (match nul 1-1).